# Данаиды (Эсхил)
«Данаиды» (др.-греч. Δᾰνᾰΐδες) — трагедия древнегреческого драматурга Эсхила (первая половина V века до н. э.), третья часть тетралогии, посвящённой мифу о Данаидах. Её текст почти полностью утрачен.

## Сюжет и судьба пьесы

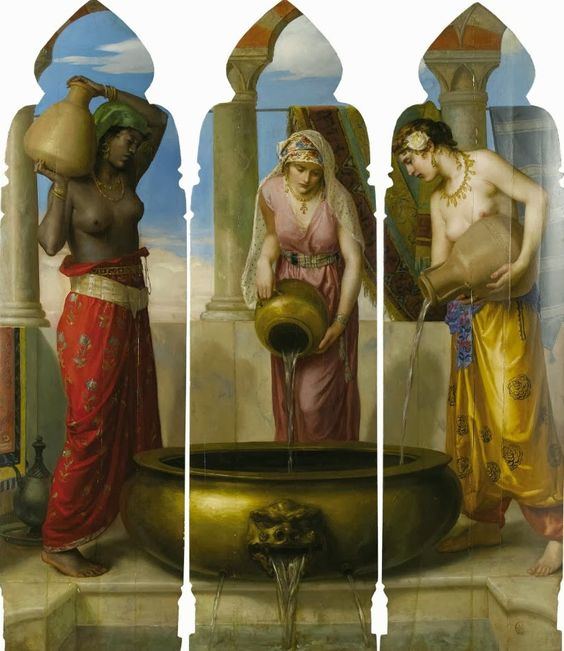
Уолтер Крэйн. Данаиды. XIX век

В основе сюжета «Данаид» лежат аргосские мифы. Пятьдесят сыновей Эгипта принудили своих двоюродных сестёр Данаид к браку, но те по приказу отца в первую же брачную ночь убили своих мужей (либо кинжалами, либо булавками). Только Гипермнестра пощадила своего мужа Линкея. За это отец хотел её казнить, но аргосские судьи вынесли оправдательный приговор. В центре сюжета «Данаид» судебный процесс, причём в защиту Гипермнестры здесь говорит сама богиня любви Афродита.
«Данаиды» стали третьей частью тетралогии «Данаиды». В первой части, «Просительницы» (её текст сохранился), дочери Даная прибывают в Арголиду и просят убежища. Во второй, «Египтяне», происходят свадьба и мужеубийство. Наконец, в сатировской драме «Амимона» разрабатывается боковое ответвление сюжета — о данаиде, ставшей возлюбленной Посейдона. Текст «Данаид» почти полностью утрачен. Сохранились только два отрывка — фрагмент речи Афродиты и (предположительно) реплика персонажа, который собирается разбудить новобрачных: «Когда же солнца ясный засияет свет, // Я вместе с хором дев и хором юношей // Уставной песней разбужу блаженствующих».